# テルノ・ディーゾラ
テルノ・ディーゾラ（伊: Terno d'Isola  ( 音声ファイル)）は、イタリア共和国ロンバルディア州ベルガモ県にある、人口約8,000人の基礎自治体（コムーネ）。

## 地理

### 位置・広がり

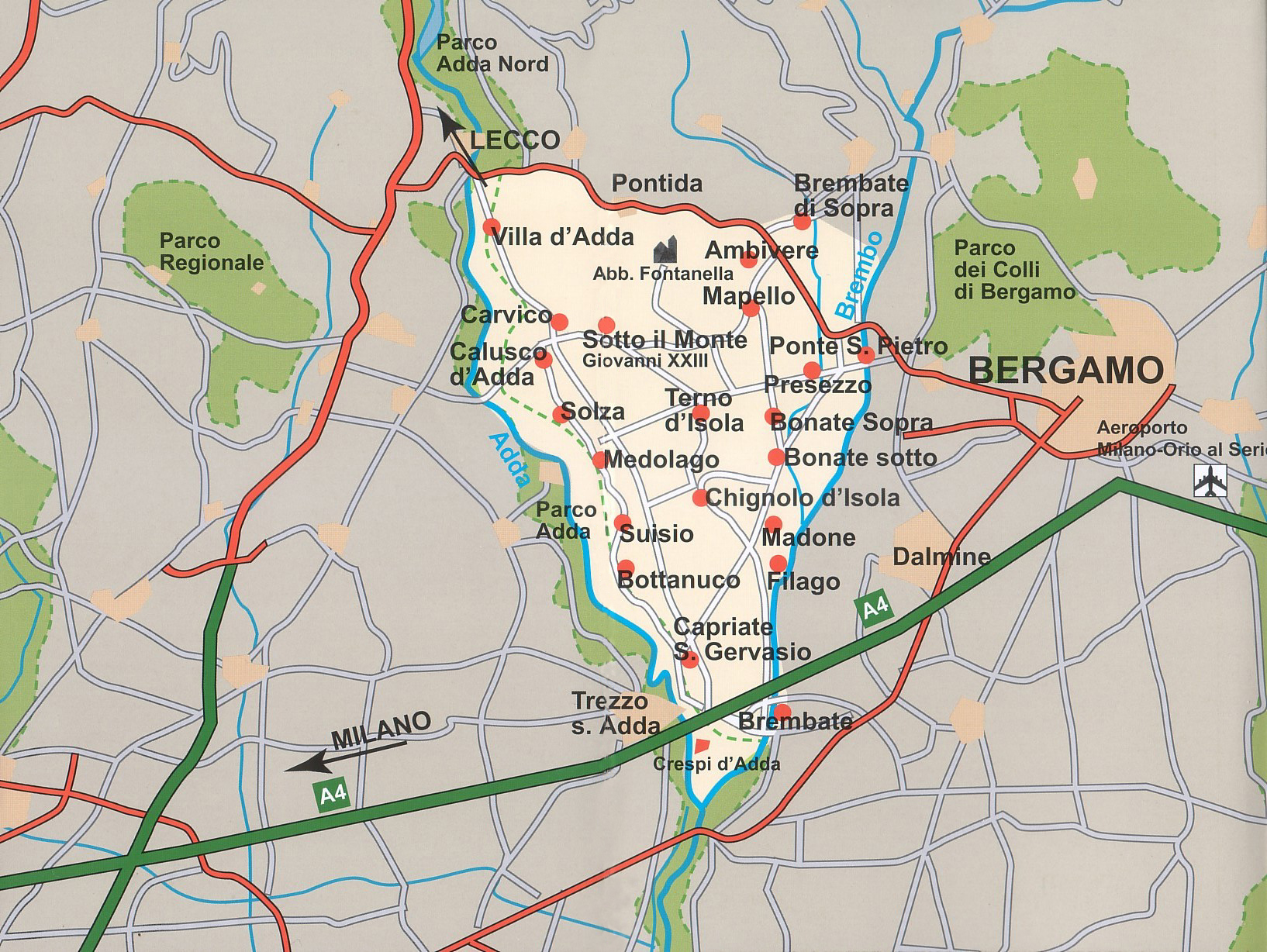
イーゾラ・ベルガマスカ地方

ベルガモ県西部、イーゾラ・ベルガマスカ地方のコムーネ。県都ベルガモから西へ11km、州都ミラノから北東へ36kmの距離にある。

#### 隣接コムーネ
隣接するコムーネは以下の通り。
| - ボナーテ・ソプラ - カルスコ・ダッダ - カルヴィコ - キニョーロ・ディーゾラ - マペッロ - メドラーゴ - ソット・イル・モンテ・ジョヴァンニ・ヴェンティトレージモ |

### 地震分類
イタリアの地震リスク階級 (it) では、3 に分類される
。

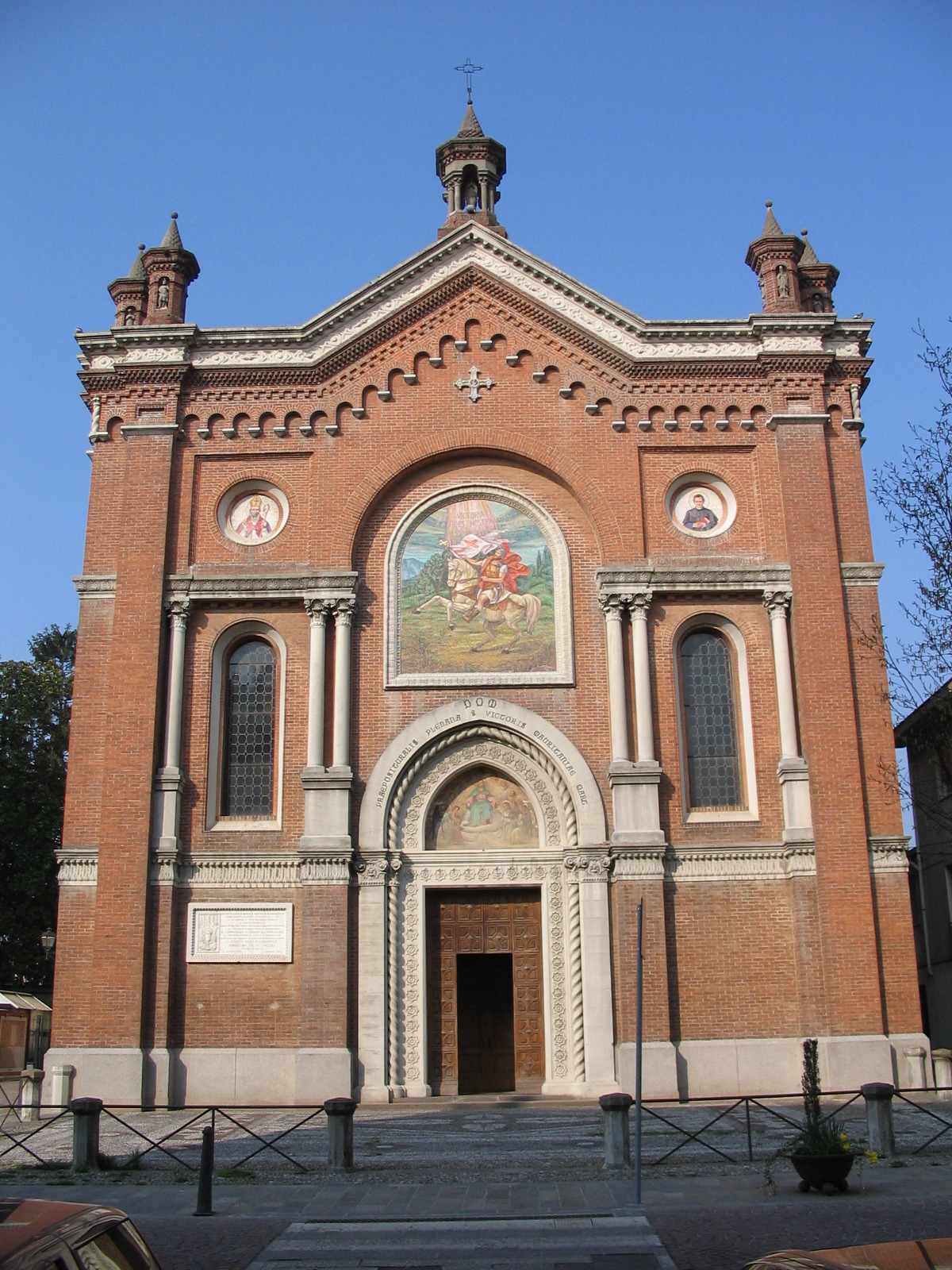
Parrocchiale S. Vittore martire